# Eugen d'Albert

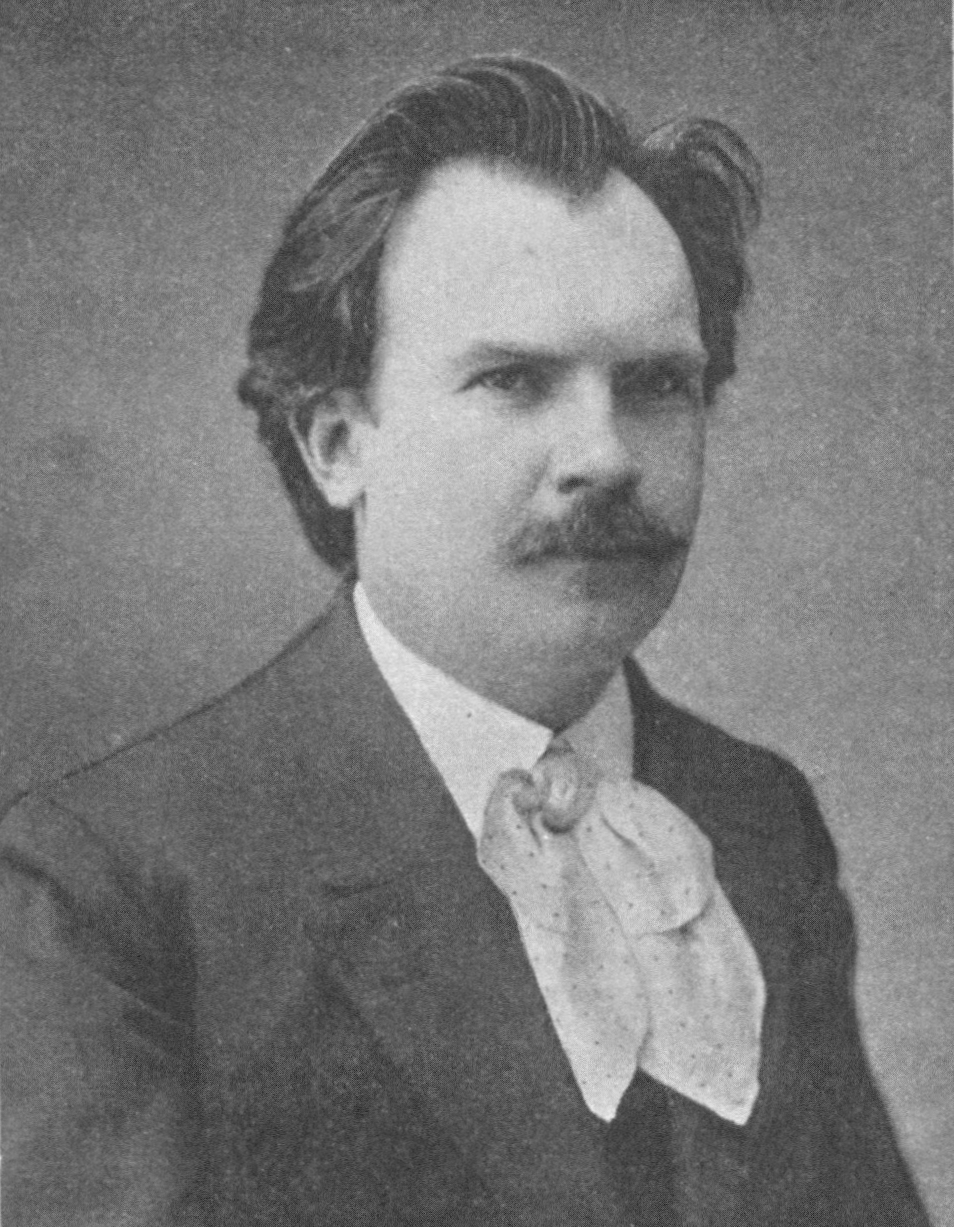
Eugen d'Albert rond 1900

Eugen (Eugène Francis Charles) d'Albert (Glasgow, 10 april 1864 — Riga, 3 maart 1932) was een Duits pianist en componist. Hij is geboren in Glasgow, had de Britse, later de Zwitserse nationaliteit en Franse en Duitse roots. Hij was de zoon van de vermaarde dansleraar en componist van dansmuziek Charles d'Albert (1809 - 1886). Hij kreeg zijn eerste muzieklessen van zijn vader. Zijn grootvader François Benedicte was persoonlijk adjudant van Napoleon I.

## Biografie
Op 12-jarige leeftijd bezocht d'Albert de National Training School, waar hij piano, harmonie en compositie studeerde. Hij studeerde verder piano bij Pauer in Londen, directie bij Richter in Wenen en (compositie) bij Liszt in Weimar.
Zijn eerste korte compositie, een ouverture, werd uitgevoerd in de St. James Hall in 1879. D'Albert maakte zijn debuut als pianist in 1881, hetzelfde jaar waarin hij de Britse Mendelssohn Scholarship won. Als pianist speelde hij als eerste de Burleske van Richard Strauss.
Als componist schreef hij concerten voor zijn eigen instrument, symfonieën en kamermuziek, maar vooral als operacomponist is hij bekend gebleven. Zijn meest succesvolle opera's zijn Die Abreise (1898), Tiefland (1903) en Die toten Augen (1916).
Villa Teresa in Coswig, waar hij van 1891 tot 1895 woonde met de pianiste en componiste Teresa Carreño, is sinds 2002 een centrum voor kamermuziek en een museum.
d'Albert was wel een enorm pianovirtuoos. Liszt sprak met respect over zijn technische capaciteiten. Al heel jong verbaasde hij iedereen met zijn virtuoze pianotechniek. Hij was een vermaard Beethoven-vertolker. Zijn eerste pianoconcert uit 1881 duurt 45 minuten en is eigenlijk door hem geschreven om zijn virtuoze eigenschappen te etaleren. Het is niet zijn eerste. Zijn ‘echte’ eerste is zoekgeraakt en nooit meer teruggevonden. Zijn eerste, wat eigenlijk zijn tweede is, is hij zijn eerste gaan noemen onder opus 2.
In 1884 schreef hij in een Duitse krant een heel onvolwassen verhaal waarin hij Engeland, de Engelsen, het Engelse weer en vooral het Engelse muziekleven helemaal de grond in boorde. Het verhaal werd overgenomen door The Times die het ook publiceerde. Maar volgens zijn dochter voelde haar vader zich helemaal niet op zijn gemak in Duitsland. Hij werd een Duits componist omdat Duitsland het centrum van de muziekwereld was, maar hij woonde er nooit permanent. Hij had heel veel twijfels over Duitsland en behield zijn Britse nationaliteit tot 1914. Toen nam hij de Zwitserse aan.
In 1907 volgde hij Joseph Joachim op als directeur van de Berliner Hochschule für Musik. Volgens zijn dochter had hij niets met lesgeven. Hij accepteerde die baan louter voor het geld. Hij heeft nooit veel leerlingen gehad, vertelde zijn dochter. Hij moedigde zijn leerlingen wel aan maar gaf nooit echt les. In zijn latere jaren trad hij niet meer op en wijdde zich helemaal aan het componeren. Hij maakte nog wel plaatopnames maar die zijn erg uitlopend, variërend van matig tot virtuoos. Als hij al niet reisde woonde hij hoofdzakelijk in Italië, Oostenrijk en Zwitserland.
Eugen d'Albert stierf in Riga in 1932 aan een hartaanval. Zijn muziek is blijven steken in het midden van de 19e eeuw met als belangrijkste inspiratiebronnen Schumann, Brahms, Liszt en Wagner. Op zich heel merkwaardig want het (behoudende) koppel Schumann-Brahms was de grote tegenhanger van het (progressieve) koppel Liszt-Wagner.
Eugen d’Albert is een voetnoot in de muziekgeschiedenis. Zijn eerste grote werk, Suite in d, is helemaal in de stijl geschreven van Bach, zijn eerste pianoconcert in de stijl van Liszt, zijn celloconcert in de stijl van Brahms, zijn eerste drie opera’s in de stijl van Wagner en zijn latere theater werken als Die Toten Augen in de stijl van het verisme van Puccini maar dan met enorm veel overdreven pathos. In al zijn werken zit weinig d’Albert. Toch trekt de muziek van d’Albert, hoe behoudend ook, de aandacht vooral op pianistisch gebied. 

## Lijst van composities (selectie)
Theaterwerken
- Der Rubin (Musikalisches Märchen), 1893;
- Ghismonda (opera), 1895;
- Gernot, 1897;
- Die Abreise, 1898;
- Kain, 1900;
- Der Improvisator, 1902;
- Tiefland (Musikdrama), 1903;
- Flauto solo (muziekkomedie), 1905;
- Tragaldabas (Komische Oper), 1907;
- Izeÿl (Musikdrama), 1908;
- Die verschenkte Frau (Komische Oper), 1912;
- Liebesketten, 1912;
- Die toten Augen, (Drama/opera), 1916;
- Der Stier von Olivera, 1918;
- Revolutions-hochzeit, 1919;
- Scirocco, 1921;
- Mareike von Nymwegen (Legendenspiel), 1923;
- Der Golem (Musik-drama), 1926;
- Die schwarze Orchidee (opera burlesca), 1928;
- Mister Wu, 1932

Orkestwerken
- Pianoconcert nr. 1, op. 2, 1884;
- Symfonie op. 4, 1886;
- Overture Esther op. 8, 1888;
- Pianoconcert nr. 2, op. 12, 1893;
- Seejungfräulein op. 15, scena voor solostem en orkest, 1897;
- Celloconcert, op. 20, 1899;
- Wie wir der Natur Erleben op. 24, voor sopraan of tenor en orkest, 1903;
- 2 Lieder op. 25, voor sopraan of tenor en orkest, 1904;
- Aschenputtel, suite, op. 33, 1924;
- Symfonische prelude voor Tiefland, op. 34, 1934